# Charles Ernest Gault
Pour les articles homonymes, voir Gault.
Charles Ernest Gault (né le 19 septembre 1861 à Montréal - mort le 25 décembre 1946 à Montréal) est un député à l'Assemblée législative du Québec.  Il fut le chef de l'Opposition à l'Assemblée législative en 1931 et 1932.

## Biographie
Charles Ernest Gault est le fils de Matthew Gault, agent d'assurances et politicien, et d'Elizabeth Bourne.  Il épouse Florence Fairbanks à Montréal le 25 septembre 1890.
Il est élu député du parti conservateur dans le district Montréal numéro 5 lors d'une élection partielle tenue le 24 janvier 1907.  Il est réélu sans interruption lors des huit élections générales subséquentes, dans le district Montréal numéro 5 en 1908 puis dans le district de Montréal—Saint-Georges en 1912, 1916, 1919, 1923, 1927, 1931 et 1935.
Après la défaite du chef du parti conservateur, Camillien Houde, lors de l'élection de 1931, C.E. Gault est désigné comme chef de l'Opposition à l'Assemblée législative, du 16 octobre 1931 au 7 novembre 1932.  Après que Maurice Duplessis fut devenu le nouveau chef du parti conservateur en 1933, Gault fait partie des députés de ce parti qui refusent de se rallier au leadership de Duplessis.  C'est comme candidat « conservateur indépendant » que Gault se présente lors de l'élection générale de 1936 dans Montréal—Saint-Georges, alors que c'est Gilbert Layton qui y est le candidat officiel désigné par l'Union nationale dirigée par Duplessis.  Lors de cette élection, Layton l'emporte sur Gault.
C.E. Gault meurt en 1946, à l'âge de 85 ans.  Il est inhumé au cimetière Mont-Royal.